# Jean-Jacques Challet-Venel
Pour les articles homonymes, voir Venel.
Jean-Jacques Challet-Venel, né le 11 mai 1811, décédé le 6 août 1893, est un homme politique suisse, bourgeois de Genève et conseiller fédéral de 1864 à 1872.
- Parti radical-démocratique

## Conseil fédéral
Adversaire de la révision de la Constitution fédérale de 1872, Jean-Jacques Challet-Venel est le deuxième conseiller fédéral, et le dernier avant Ruth Metzler-Arnold et Christoph Blocher, à ne pas avoir été réélu. Bien qu'ayant siégé 8 ans au Conseil fédéral, il n'a jamais été président de la Confédération.

## Départements
- 1864-1867   Département des finances
- 1868   Département des postes
- 1869   Département des finances
- 1870-1872   Département des postes